# Pseudoplectrurus canaricus
Pseudoplectrurus canaricus is een slang uit de familie schildstaartslangen (Uropeltidae).

## Naam en indeling
De wetenschappelijke naam van de soort werd voor het eerst voorgesteld door Richard Henry Beddome in 1870. Oorspronkelijk werd de wetenschappelijke naam Silybura canarica gebruikt. Later werd de soort tot het geslacht Plectrurus gerekend en sinds 2014 is de soort in het monotypische geslacht Pseudoplectrurus geplaatst.

## Verspreiding en habitat
De soort komt voor in delen van Azië en leeft endemisch in India, in de deelstaat Karnataka. De habitat bestaat uit vochtige tropische en subtropische bergbossen.De soort is aangetroffen op een hoogte van ongeveer duizend tot 1800 meter boven zeeniveau.

## Beschermingsstatus
Door de internationale natuurbeschermingsorganisatie IUCN is de beschermingsstatus 'onzeker' toegewezen (Data Deficient of DD).